# Подунавски партизански одред
Подунавски народноослободилачки партизански одред био је партизански одред формиран септембра 1941. у околини Белегиша. Приликом формирања имао је јако мало бораца. Командант одреда био је Петар Релић, а политички комесар Станко Пауновић Вељко.
Заједно са Фрушкогорски одредом до јула 1942. извео је преко 200 акција на посаде, колоне и транспорте непријатеља, углавном делујући у ширем рејону Фрушке горе. Средином 1942, посебно у време битке за жетву, борбена активност Подунавског и Фрушкогорског одреда проширила се на подручје читавог Срема. Почетком септембра 1942. Подунавски одред је реорганизован у Други подунавски батаљон, који је укључен у тада формирани Трећи сремски партизански одред.

## Формирање одреда
Након окупације Југославије, априла 1941. Срем је укључен у састав Независне државе Хрватске (НДХ), марионетске државе, којом су руковдили припадници усташког покрета. Како је у Срему, а посебно његовом југоисточном делу постојала бројна немачка национална мањина, простор југоисточног Срема (од Бољеваца, на Сави до Сланкамена, на Дунаву), са центром у Земуну, налазио се од априла до октобра 1941. под управом немачког војног заповедника у Србији, као интересно привредно подручје.
Како би избегла евентуално хапшење од стране Немаца или усташа, након напада на Совјетски Савез и почетка устанка у Србији, јула 1941, група чланова Комунистичке партије Југославије (КПЈ) из Крчедина, код Инђије, прешла је у оближње село Нове Карловце (Сасе). Након што су почетком августа 1941. сечењем телефонско-телеграфских жица на железничкој прузи Инђија—Стара Пазова, извели мању диверзантску акцију чланови групе су одлуком Окружног комитета КПЈ за Срем прешли у Стару Пазову, где су смештени по кућама Словака.
Током боравка „крчединске групе” у Старој Пазови, чланови Окружног комитета КПЈ за Срем разматрали су где би било најефектније послати припаднике групе, како би радили на организовању устанка. Како је у ноћи 21/22. августа 1941. изврешно бекство групе затвореника-комуниста из сремскомитровачког затвора, који су заједно са групом чланова КПЈ из околине Сремске Митровице, прешли на Фрушку гору, одлучено је да се „крчединска група” упути у сремско Подунавље, са циљем политичког деловања у селима Белегиш, Сурдук и Нови Карловци, ради стварања организација Народноослободилачког покрета (НОП). Приликом одабира места, у коме би се базирали, на предлог Павла Тарабића Змаја изабран је Белегиш, пошто је познавао Николу Маринковића Митанчета из овог места, за кога је сматрао да ће им пружити неопходну помоћ у раду.
Доласком групе на салаш Јоце Маринковића, Николиног оца, који се налазио у белегишком атару, успостављена је веза са Митанчетом, који је прихватио сарадњу и упознао их са политичком ситуацијом у селу, расположењем сељака и др. Он је око себе одмах почео да окупља групу истомишљеника, која је почела да ради на организованом сакупљању прилога за партизане, који су били у намирницама и новцу. Како би испунили задатак, који су добили од Окружног комитета КПЈ за Срем и Среског комитета КПЈ за Стару Пазову, припадници „крчединске групе” отпочели су са радом на формирању партијских и скојевских организација у Белегишу, Сурдуку и Сланкамену, где су постојали политички услови и расположење мештана да отпочне борбу против окупатора. Након више десетина састанака са појединцима и групама, већ крајем 1941. Белегиш и Сурдук постали су значајна упоришта Народноослободилачког покрета у овом делу Срема, а имали су и своја илегална „партизанска имена” — Белегиш је називан Брод, Сурдук Шангај, а Нови Карловци Крст.
Одлуку о формирању Подунавског партизанског одреда донео је Окружни комитет КПЈ за Срем у првој половини септембра 1941, након што је претходно донета одлука о формирању Фрушкогорског партизанског одреда. Писмену одлуку Окружног комитета, коју је потписао „Стари” (Аћим Груловић), на салаш Јоце Маринковића у Белегишу, половином септембра донео је Јанко Чмелик, секретар Среског комитета КПЈ за Стару Пазову. У одлуци о формирању одреда, дати су поред упутства за формирање и задаци које је требало да врши — саботаже, мање оружане акције, као и политички рад у селима сремског Подунавља. Како је одред представљао језгро за ширење устанка, Окружни комитет је сматрао да веће акције треба да изводи заједно са месним десетинама и члановима КПЈ и СКОЈ, који су се налазили на терену. Заједно са одлуком, Чмелик је борцима донео и текст партизанске заклетве, коју су положили истог дана.
Језгро Подунавског партизанског одреда, приликом формирања, чинила су седморица партизана — Петар Релић Чеда (командант), Стеван Дороњски Фрања (политички комесар), Душан Косановић Дука, Паја Тарабић Змај, Миленко Бркић Мика, Душан Лазаревић из Крчедина и Милош Шикић из Опова. Убрзо потом борац одреда постао је и Никола Маринковић Митанче из Белегиша. Од осморице првих бораца, половина су били чланови Комунистичке партије — Релић, Дороњски, Бркић и Лазаревић.

## Народни хероји
Неки од бораца Подунавског партизанског одреда који су проглашени за народне хероје:
- Јован Бељански
- Анка Матић Грозда
- Петар Релић
- Петар Матић Дуле
- Јанко Чмелик
- Ђорђе Бошковић Бата